# Травелатор
Травелатор је српски филм из 2014. године у режији и по сценарију Душана Милића.
Филм је своју премијеру имао 27. августа 2014. године на Филмском фестивалу у Монтреалу, а у Србији је премијерно приказан 19. новембра 2014. године.
Филм је сниман на локацијама у Београду и Лас Вегасу од 2009. до 2012. године.

## Радња
Тинејџер, загрижени играч пуцачине, ради као убица за криминалне групе и од тога се издржава. Као ратни избеглица, рођен у Словенији, у реткој позицији је да поседује пасош којем није потребна америчка виза, те због тога добија задатак да отпутује у Лас Вегас и тамо уклони заштићеног сведока, којег држава чува на сигурном за предстојеће суђење. Пошто стигне на одредиште, најпре лоцира жртву и оне који га чувају, испрати њихово кретање и навике које упражњавају, а што им је ближи добро спознаје охолости којима се овај окрутни криминалац одликовао у прошлости и обогатио на рачун недужних људи у ратовима на територији некадашње Југославије, док се данас представља за хероја који треба да помогне држави да изађе на крај са многим транзиционим аферама, а заузврат добити промењен идентитет и слободу.

## Улоге
| Глумац                      | Улога    |
| --------------------------- | -------- |
| Никола Ракочевић            | Слав     |
| Борис Исаковић              | Дебели   |
| Khetanya Henderson          | Вероника |
| Jack Dimich                 |          |
| Бранка Шелић                |          |
| Горан Шушљик                |          |
| Милан Јовановић (стронгмен) |          |
| Славко Лабовић              |          |

## Награде
Филм је освојионаграду Innovation award, у оквиру главног такмичарског програма играног филма World competition у Монтреалу.